# Buona vita (DVD Gigi D'Alessio)
Buona vita è un DVD del cantautore italiano Gigi D'Alessio, pubblicato nel 2003.
Le registrazioni live sono state riprese dall'Uno come te World Tour dello stesso anno.

## Formazione
- Carmine Napolitano: batteria
- Roberto D'Aquino: Basso elettrico
- Maurizio Fiordiliso: Chitarra classica
- Pippo Seno: chitarra elettrica
- Francesco D'Alessio e Roberto Della Vecchia:Tastiere
- Rosario Ermano:Percussioni
- Sabrina Guida:cori
- Antonio Carbone:cori

## Tracce
1. Via
2. Medley:(Cumm'e si femmena,Annarè,Fotomodelle un'po povere,Anna se sposa,Chiove)
3. Medley:(Dove sei,Quel che resta del mio amore,Io che non vivo,Portami con te,Il primo amore non si scorda mai,Domani,Amore mio)
4. Non dirgli mai
5. Insieme a lei
6. T'innamorerò
7. Il cammino dell'età
8. Una notte al telefono (con i Nexuno)
9. Un nuovo bacio (con Anna Tatangelo)
10. Tu che ne sai
11. Miele
12. Io vorrei
13. Como suena el corazon
14. Mon amour
15. Mi vida
16. Oj nenna né
17. Caro Renato
18. Donna sofì
19. Sei importante
20. Non mollare mai
21. Buona vita

## Curiosità
Nei contenuti extra del DVD c'è anche il video-clip La forza delle donne.